# Saasvelderbeek

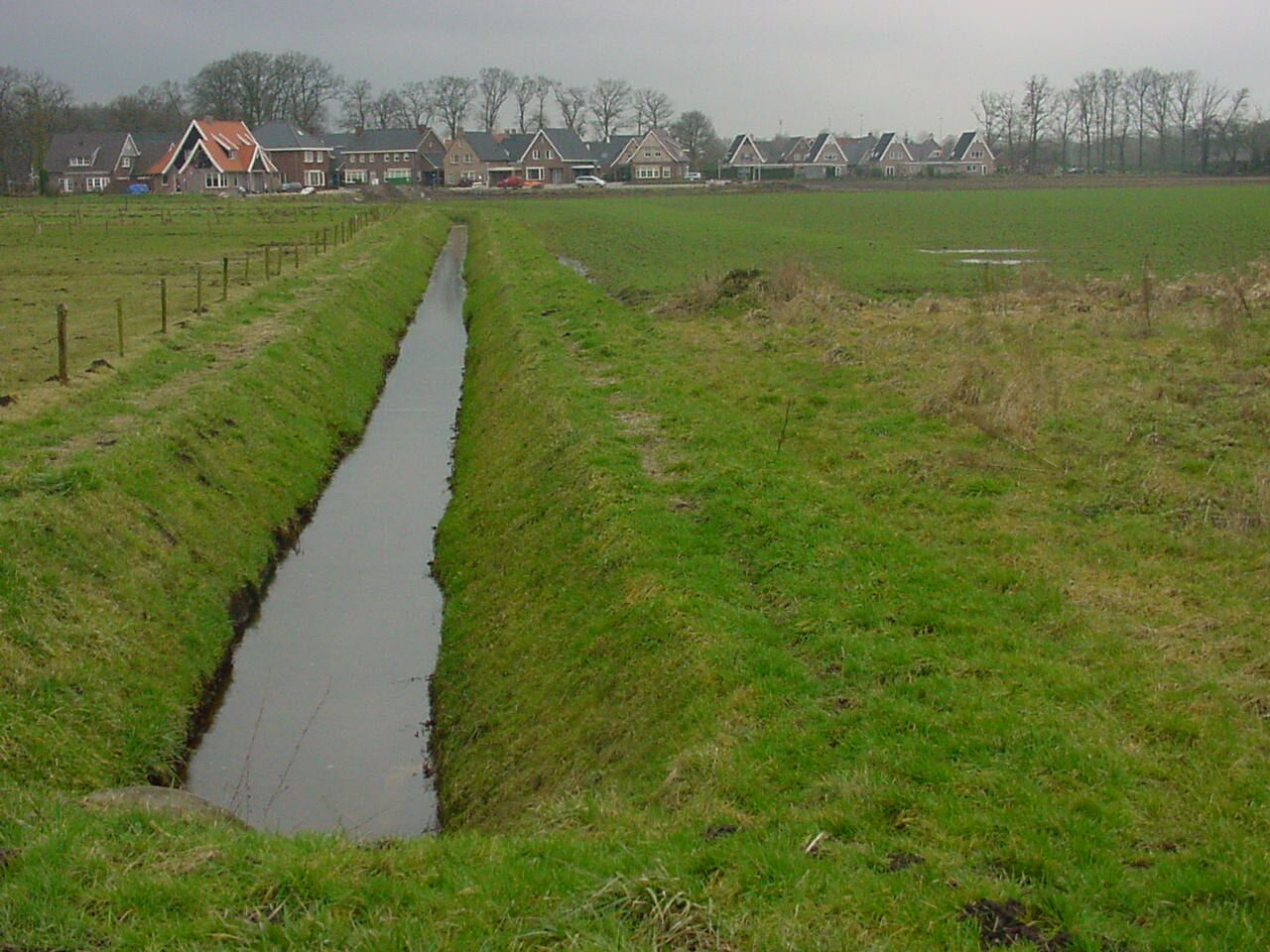
De Saasvelderbeek

De Saasvelderbeek is een beek in de omgeving van Saasveld in de Nederlandse provincie Overijssel. De beek begint bij het Simbroek en het Lemselerveld ten westen van Oldenzaal. De beek voegt zich ten noorden van Saasveld  bij de Lemselerbeek en bij de buurtschap Dulder komt ook de Eschmedenbeek met deze beek samen. Vanaf Dulder heet de Saasvelderbeek de Spikkersbeek.    
De Spikkersbeek, Lemselerbeek en Saasvelderbeek zijn onderdelen van het stelsel van beken die ten westen van Oldenzaal parallel aan elkaar van oost naar west stromen. De andere beken in dit stelsel zijn de Gammelkerbeek en de Deurningerbeek.
Vanuit het Gravenbos, dat ook in Saasveld ligt (bij de kerk), zorgt de Saasvelderbeek voor de waterafvoer. De lengte van deze beek is ongeveer zeven kilometer. In deze beek komt maar een stuw voor en vlak bij deze beek ligt ook nog een vistrap in de gracht. Voor het verwerken van overmatig wateraanvoer is Het Schut aangelegd in 2007.

## Galerij

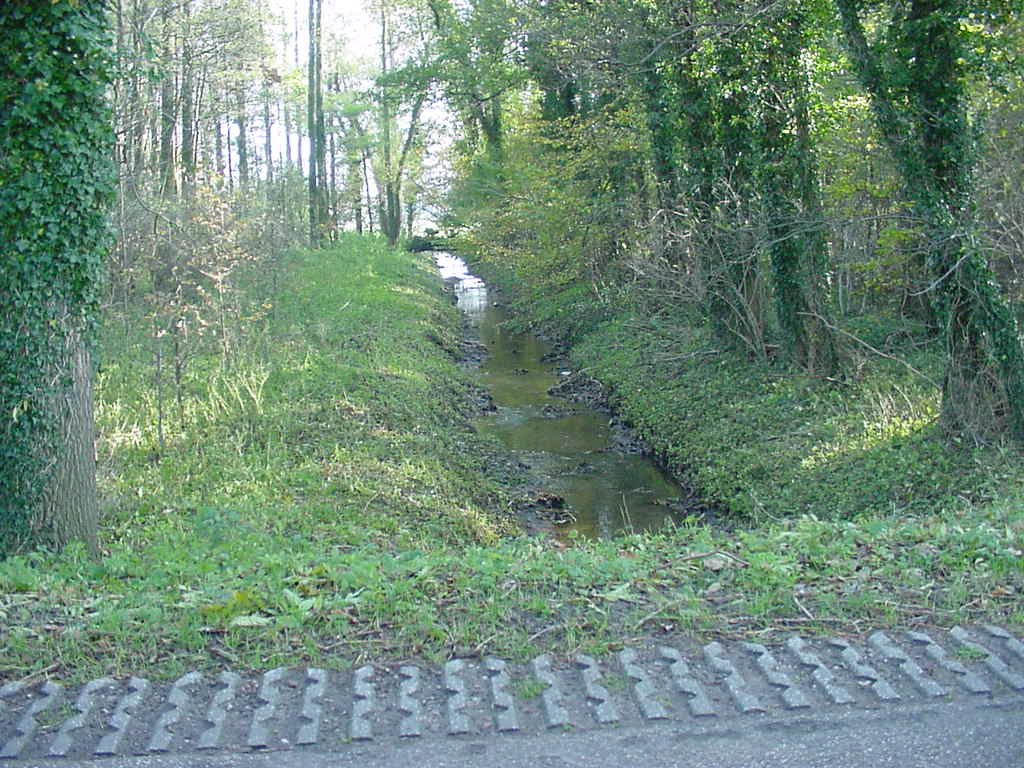
De Saasvelderbeek
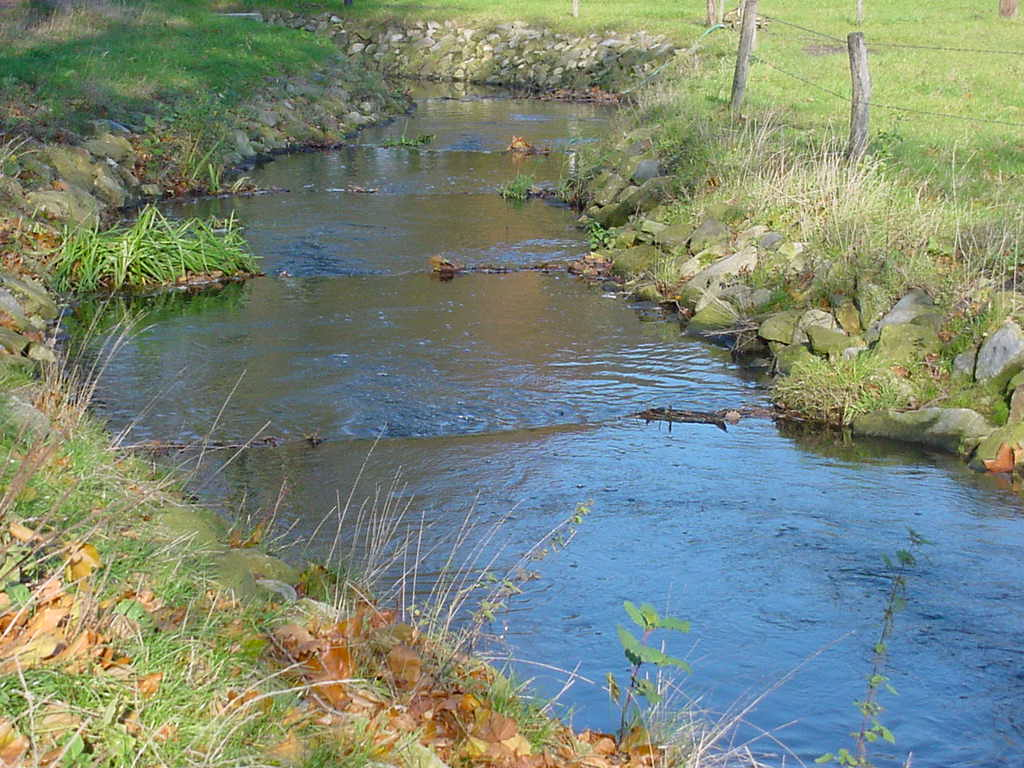
Vistrap nabij de gracht
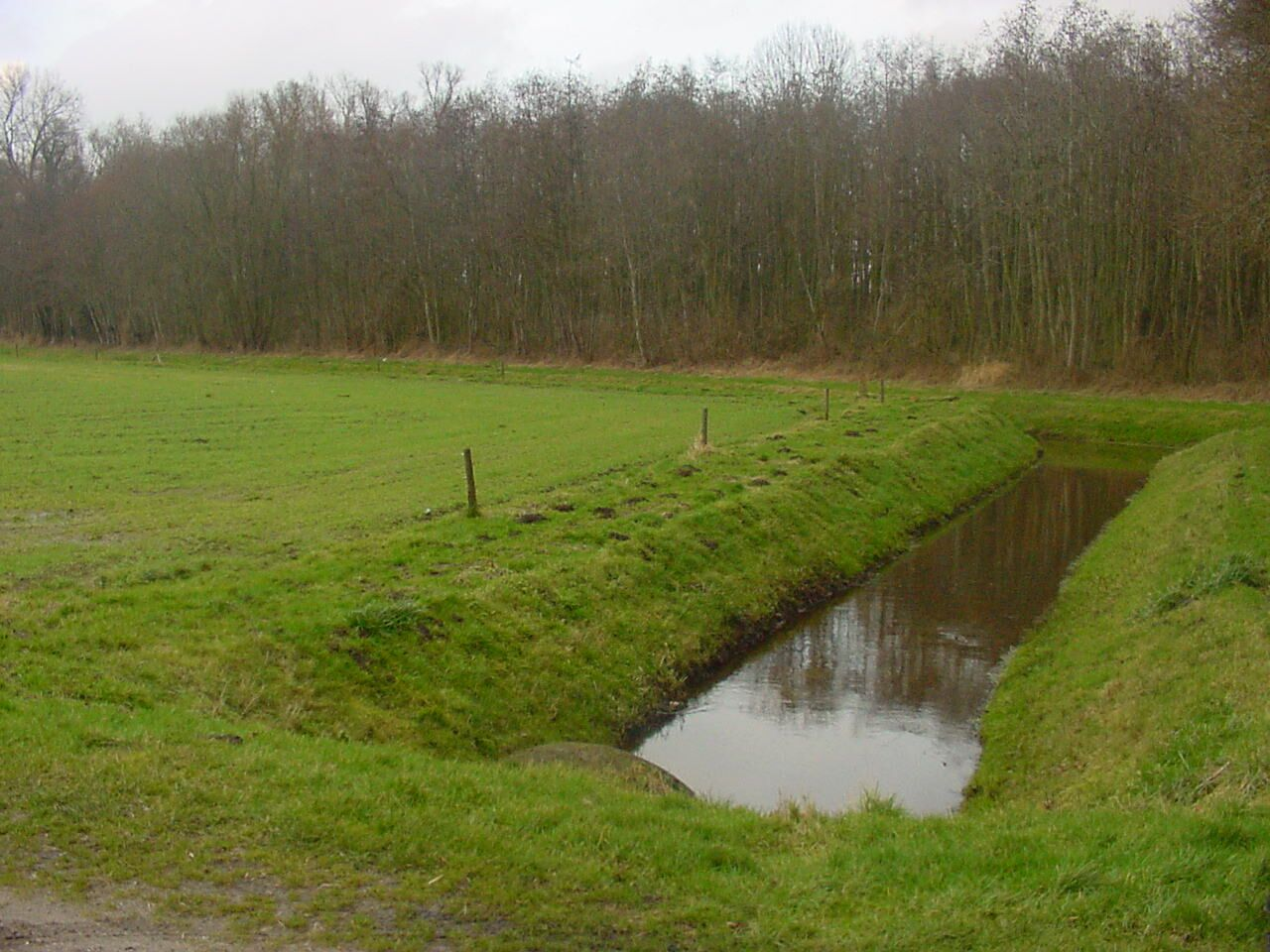
Uitstroom Saasvelderbeek